# La boda
Le Mariage
Cet article possède un paronyme, voir Boda.
Pour les articles homonymes, voir Le Mariage.
La boda (« Le Mariage ») est une peinture réalisée par Francisco de Goya en 1792 qui fait partie de la septième série de cartons pour tapisserie destinée au bureau de Charles IV dans le palais de l'Escurial.

## Contexte de l'œuvre
Tous les tableaux de la septième série sont destinés au bureau de Charles IV, anciennement prince des Asturies et à qui étaient déjà destinées les six premières séries, au palais de l'Escurial. Le tableau a été peint en été 1792.
Il fut considéré perdu jusqu'en 1869, lorsque la toile fut découverte dans le sous-sol du Palais royal de Madrid par Gregorio Cruzada Villaamil, et fut remise au musée du Prado en 1870 par les ordonnances du 19 janvier et du 9 février 1870, où elle est exposée dans la salle 93. La toile est citée pour la première fois dans le catalogue du musée du Prado en 1876.
La série était composée de La Boda, Los zancos, El Balancín, Las Gigantillas, Muchachos trepando a un árbol, El Pelele et Las Mozas del cántaro.

## Analyse
Les thèmes de cette dernière série de cartons pour tapisseries prennent un tour  satirique, probablement dus au contact de Goya avec les cercles des Lumières à la cour, bien que les commissions royales continuent à commander principalement scènes pittoresques de la société espagnole contemporaine. Dans ces derniers cartons apparaissent des divertissement, des jeux et des célébrations en plein air, souvent menées par de jeunes gens, comme dans Los zancos, ou des garçons (Las gigantillas). Les aspects satiriques de ces travaux sont présentés, par exemple, dans El Pelele, où les femmes font sauter un pantin grotesque.
Cette série marque le début de la déformation des visages pour les rendre caricaturaux et qui prévaudra dans Los Caprichos. Au-delà du Pelele déjà cité, il se note sur le visage du marié de ce carton, joufflu, les lèvres épaisses, la peau très mate et beaucoup plus âgé que sa fiancée. Le sujet de la peinture est clairement le mariage d'intérêt, inégal, qui se retrouve dans les drames de Leandro Fernández de Moratinos à la même époque.
Valeriano Museau (2005) remarque que le tableau montre la transition du rococo à un néoclassicisme très particulier de Goya, peu intéressé à suivre la mode dominante à cette époque d'Anton Raphael Mengs, mais un autre style plus réaliste et critique de la société. Cependant Goya commença rapidement son chemin vers le romantisme avec l'esthétique du Sublime-Terrible et l'agitation que généra sa maladie, peu après avoir peint La Boda.
L'originalité de cette voie qui fut laissée sans suite dans l'évolution picturale de Goya, s'observe dans la composition : une frise de personnages qui forment une procession joyeuse (même si une grande partie de cette gaîté tient du ridicule et de la satire) sous une arche qui fournit un cadre solide. Ce pourrait être un pont, mais sa présence et son rôle sont étranges dans ce contexte. Il atténue la puissance des ocres du sol, de la terre et des piles du pont et du paysage typique des autres cartons rococo. Le ciel et les nuages blancs semble plutôt être un artifice permettant de générer un contraste avec le premier plan pierres et les rouges des protagonistes.
L’œuvre a également été interprétée comme un chemin de vie, depuis l'enfant qui lève ses bras sur la charrette, jusqu'au vieillard coiffé d'un tricorne noir, tous deux faisant face au spectateur et qui délimitent le cortège qui marche de vers la gauche de profil.